# Iglesia de Santa María de Cabanas
La iglesia de Santa María de Cabanas es un edificio religioso situado en el término municipal de Vicedo, en la provincia de Lugo (Galicia, España). Se localiza en la zona sur del municipio, en la parroquia a la que da su nombre, Cabanas.
El inicio de la construcción de dicho templo data del siglo XIV, siendo mandado construir por el prelado mindoniense Francisco I en el año 1392, bajo el auspicio del noble galaico Fernán Pérez de Andrade.